# Lijst van gemeentelijke monumenten in Maastricht-Oost
De wijk Maastricht-Oost in Maastricht heeft  796 panden/objecten die als gemeentelijk monument zijn beschreven in 216 regels (monumentnummers), verdeeld over 7 buurten.

## Amby
De buurt Amby kent 162 panden/objecten die als gemeentelijk monument zijn beschreven in 55 regels (monumentnummers).

## Heugemerveld
De buurt Heugemerveld kent 102 panden/objecten die als gemeentelijk monument zijn beschreven in 4 regels (monumentnummers).
| Object                                                                              | Bouwjaar   | Architect               | Locatie | Coördinaten                   | Nr.       | Afbeelding                                                                          |
| ----------------------------------------------------------------------------------- | ---------- | ----------------------- | --- | ----------------------------- | --------- | ----------------------------------------------------------------------------------- |
| Complex van 88 woonhuizen en twee winkels                                           | 1950       | H. Koene                | Aalmoezenier Roumenplein 26 t/m 68 (even nummers), Aalmoezenier Roumenplein 47 t/m 67 (oneven nummers), Aalmoezenier Roumenstraat 1 t/m 25 en 2 t/m 24, Bloemenweg 44 t/m 46, Hubert Parisstraat 1 t/m 21 en 6 t/m 18, Kolpingstraat 4 t/m 8 en 5 t/m 7 | 5° 42' 34" NB, 50° 50' 35" OL | 0935/750  | Complex van 88 woonhuizen en twee winkels                                           |
| Woonhuis                                                                            | circa 1905 |                         | Bloemenweg 50 | 5° 42' 33" NB, 50° 50' 38" OL | 0935/793  | Woonhuis                                                                            |
| Complex van 12 stadswoningen, rug-aan-rug gebouwd tussen Duitsepoort en Heugemerweg | 1921       | A. Boosten en J. Ritzen | Heugemerweg 1-9 (oneven) en Duitsepoort 2-12 (even) | 5° 42' 21" NB, 50° 50' 50" OL | 0935/3812 | Complex van 12 stadswoningen, rug-aan-rug gebouwd tussen Duitsepoort en Heugemerweg |
| Kerk St. Johannes Bosco                                                             | 1952       | Harry Koene             | Kardinaal van Rossumplein 97a | 5° 42' 32" NB, 50° 50' 29" OL | 0935/855  | Kerk St. Johannes Bosco                                                             |

## Limmel
De buurt Limmel kent 17 panden/objecten die als gemeentelijk monument zijn beschreven in 16 regels (monumentnummers). Zie hieronder een overzicht.

In dit aantal is níet meegeteld het waternetwerk rond de Landgoederenzone (monumentnummer 3640) dat ook door het noorden van deze buurt loopt, in de omgeving van de Jeruzalemweg, Judeaweg en Willem Alexanderweg. Voor dit waternetwerk dat ook door de buurt Nazareth loopt (eveneens wijk Oost) en daarnaast door de buurten Beatrixhaven en Meerssenhoven (beiden wijk Noordoost), zie de sectie Door meerdere buurten hieronder.
| Object                                              | Bouwjaar                                                                   | Architect  | Locatie                     | Coördinaten                   | Nr.                   | Afbeelding                                          |
| --------------------------------------------------- | -------------------------------------------------------------------------- | ---------- | --------------------------- | ----------------------------- | --------------------- | --------------------------------------------------- |
| Park rondom kasteel Bethlehem                       |                                                                            |            | Bethlehemweg 2              | 50° 52' 3" NB, 5° 42' 45" OL  | 0935/791              | Park rondom kasteel Bethlehem                       |
| Schoorsteen vm. Maastrichtsche Zinkwit Maatschappij |                                                                            |            | Borgharenweg                | 50° 52' 5" NB, 5° 42' 2" OL   | 0935/3649 [dode link] | Schoorsteen vm. Maastrichtsche Zinkwit Maatschappij |
| RK Johannes de Doperkerk                            | 1863 (ontwerp), 1867 (toren), 1913 (transept, zijbeuken, absis, sacristie) | Carl Weber | Dolmansstraat 2             | 50° 51' 56" NB, 5° 42' 19" OL | 0935/822              | RK Johannes de Doperkerk                            |
| Woonhuis                                            | circa 1900                                                                 |            | Dolmansstraat 7             | 50° 51' 55" NB, 5° 42' 21" OL | 0935/819              | Woonhuis                                            |
| Woonhuis in eclectische stijl                       | circa 1900                                                                 |            | Dolmansstraat 9             | 50° 51' 55" NB, 5° 42' 20" OL | 0935/823              | Woonhuis in eclectische stijl                       |
| Woonhuis                                            | 2e helft van de 19e eeuw                                                   |            | Dolmansstraat 20            | 50° 51' 54" NB, 5° 42' 19" OL | 0935/820              | Woonhuis                                            |
| Woonhuis                                            | circa 1915                                                                 |            | Dolmansstraat 50            | 50° 51' 50" NB, 5° 42' 16" OL | 0935/821              | Woonhuis                                            |
| Gevelsteen In den Lindenboom                        | 1773                                                                       |            | Emmausstraat bij 65         | 50° 51' 60" NB, 5° 42' 20" OL | 0935/825 [dode link]  | Upload foto                                         |
| Park rondom kasteel Jeruzalem                       |                                                                            |            | Jeruzalemweg 2              | 50° 52' 12" NB, 5° 42' 39" OL | 0935/852              | Meer afbeeldingen                                   |
| Koetshuis bij kasteel Jeruzalem                     |                                                                            |            | Jeruzalemweg 2              | 50° 52' 13" NB, 5° 42' 40" OL | 0935/851              | Meer afbeeldingen                                   |
| Hoeve Rome, voormalige boerderij                    | 1898 (verbouwing tot hoeve)                                                |            | Judeaweg 110                | 50° 52' 8" NB, 5° 42' 28" OL  | 0935/853              | Meer afbeeldingen                                   |
| Waterpomp                                           | jaren 1990 (herbouw)                                                       |            | Populierweg - Dolmansstraat | 50° 51' 57" NB, 5° 42' 21" OL | 0935/930              | Waterpomp                                           |
| Voormalige pastorie                                 | 1886                                                                       |            | Populierweg 28              | 50° 51' 59" NB, 5° 42' 18" OL | 0935/927              | Voormalige pastorie                                 |
| Dubbele kapelanie                                   | 1940                                                                       |            | Populierweg 30-32           | 50° 51' 58" NB, 5° 42' 19" OL | 0935/925              | Dubbele kapelanie                                   |
| Woonhuis                                            | circa 1885                                                                 |            | Populierweg 34              | 50° 51' 58" NB, 5° 42' 19" OL | 0935/926              | Woonhuis                                            |
| Winkel-woonhuis in eclectische stijl                | circa 1900                                                                 |            | Populierweg 53              | 50° 51' 57" NB, 5° 42' 23" OL | 0935/929              | Winkel-woonhuis in eclectische stijl                |

## Nazareth
De buurt Nazareth kent 35 panden/objecten die als gemeentelijk monument zijn beschreven in 21 regels (monumentnummers). Zie hieronder een overzicht.

In dit aantal is níet meegeteld het waternetwerk rond de Landgoederenzone (monumentnummer 3640) dat ook door deze buurt loopt, o.a. tussen Mariënwaard en de A2, en in het noordoosten bij Weert en Kruisdonk. Voor dit waternetwerk dat ook door de buurt Limmel loopt (eveneens wijk Oost) en daarnaast door de buurten Beatrixhaven en Meerssenhoven (beiden wijk Noordoost), zie de sectie Door meerdere buurten hieronder.
| Object                                                         | Bouwjaar   | Architect              | Locatie | Coördinaten                   | Nr.       | Afbeelding                                                   |
| -------------------------------------------------------------- | ---------- | ---------------------- | --- | ----------------------------- | --------- | ------------------------------------------------------------ |
| Elf flats ("zaagtandflats")                                    | 1952       | Swinkels & Salemans    | Kasteel Hillenraadweg 11a t/m 23d, 25a t/m 37d, 41a t/m 53d, 55a t/m 67d, 71a t/m 81d, 83a t/m 97d, 101a t/m 107d, 111a t/m 117d | 50° 51' 40" NB, 5° 42' 54" OL | 0935/858  | Elf flats ("zaagtandflats")                                  |
| Klokkentoren en doopkapel van gesloopte Antonius van Paduakerk | 1960       | H.F.M. van Groenendael | Kasteel Montfortstraat bij 1 – Kasteel Schaloenstraat – Kasteel Erensteinstraat                                                  | 50° 51' 48" NB, 5° 42' 57" OL | 0935/863  | Meer afbeeldingen                                            |
| Voormalige jongensschool Sint Franciscus                       | 1955       | H.F.M. van Groenendael | Kasteel Schaloenstraat 8, 8ab | 50° 51' 53" NB, 5° 42' 58" OL | 0935/865  | Voormalige jongensschool Sint Franciscus                     |
| Flatgebouw                                                     | 1953       | Swinkels & Salemans    | Kemenadeplein 8a t/m 14c | 50° 51' 49" NB, 5° 42' 52" OL | 0935/868  | Flatgebouw                                                   |
| Flatgebouw                                                     | 1953       | Swinkels & Salemans    | Kemenadeplein 16a t/m 30c | 50° 51' 50" NB, 5° 42' 49" OL | 0935/867  | Flatgebouw                                                   |
| Hekwerk en pijlers (landgoed Grand Suisse)                     |            |                        | Mariënwaard, tegenover 61 | 50° 52' 17" NB, 5° 43' 16" OL | 0935/3622 | Upload foto                                                  |
| Gevelsteen                                                     |            |                        | Mariënwaard 42 | 50° 52' 15" NB, 5° 43' 14" OL | 0935/3619 | Upload foto                                                  |
| Restanten baroktuin La Grande Suisse                           |            |                        | Mariënwaard 61: op achterterrein                                                                                                 | 50° 52' 9" NB, 5° 43' 29" OL  | 0935/3629 | Meer afbeeldingen                                            |
| Kerkhofmuur in bos achter landgoed La Grande Suisse            |            |                        | Mariënwaard 61: op achterterrein                                                                                                 | 50° 52' 11" NB, 5° 43' 31" OL | 0935/3620 | Meer afbeeldingen                                            |
| Beukenlaan op achterterrein Villa Kanjel (v/h Dr. Poelsoord)   | circa 1865 | Jean Gindra            | Meerssenerweg bij 1 | 50° 52' 5" NB, 5° 43' 24" OL  | 0935/3632 | Beukenlaan op achterterrein Villa Kanjel (v/h Dr. Poelsoord) |
| Dubbel woonhuis in eclectische stijl                           | circa 1910 |                        | Meerssenerweg 13/15 | 50° 51' 54" NB, 5° 42' 50" OL | 0935/885  | Dubbel woonhuis in eclectische stijl                         |
| Dubbel woonhuis in eclectische stijl                           | circa 1905 |                        | Meerssenerweg 17, 17abc, 19, 19abc                                                                                               | 50° 51' 54" NB, 5° 42' 49" OL | 0935/886  | Dubbel woonhuis in eclectische stijl                         |
| Voormalig café en brouwerij                                    | circa 1900 |                        | Meerssenerweg 35, 35abc | 50° 51' 48" NB, 5° 42' 45" OL | 0935/889  | Voormalig café en brouwerij                                  |
| Woonhuis                                                       | circa 1905 |                        | Meerssenerweg 53 | 50° 51' 45" NB, 5° 42' 43" OL | 0935/890  | Woonhuis                                                     |
| Transformatorhuisje                                            | circa 1935 |                        | Meerssenerweg bij 83 | 50° 51' 48" NB, 5° 42' 45" OL | 0935/891  | Transformatorhuisje                                          |
| Villa Merkensveld                                              | 1932       |                        | Meerssenerweg 116 | 50° 51' 58" NB, 5° 42' 50" OL | 0935/892  | Villa Merkensveld                                            |
| Woonhuis                                                       | 1877       |                        | Meerssenerweg 142-144 | 50° 51' 54" NB, 5° 42' 48" OL | 0935/0893 | Woonhuis                                                     |
| Voormalig pomphuisje                                           | circa 1955 |                        | Miradorplein (ongenummerd) | 50° 51' 59" NB, 5° 42' 55" OL | 0935/908  | Voormalig pomphuisje                                         |
| Flatgebouw                                                     | 1953       | Swinkels & Salemans    | Miradorplein 55a t/m 58c | 50° 51' 60" NB, 5° 42' 56" OL | 0935/906  | Flatgebouw                                                   |
| Flatgebouw                                                     | 1953       | Swinkels & Salemans    | Miradorplein 59a t/m 62c | 50° 51' 59" NB, 5° 42' 58" OL | 0935/907  | Flatgebouw                                                   |
| Flatgebouw                                                     | 1953       | Swinkels & Salemans    | Miradorplein 63a t/m 66c | 50° 51' 58" NB, 5° 43' 0" OL  | 0935/909  | Flatgebouw                                                   |

## Scharn
De buurt Scharn kent 93 panden/objecten die als gemeentelijk monument zijn beschreven in 55 regels (monumentnummers).

## Wittevrouwenveld
De buurt Wittevrouwenveld kent 235 panden/objecten die als gemeentelijk monument zijn beschreven in 27 regels (monumentnummers).

## Wyckerpoort
De buurt Wyckerpoort kent 151 panden/objecten die als gemeentelijk monument zijn beschreven in 37 regels (monumentnummers).

## Door meerdere buurten
In de buurten Limmel en Nazareth (beiden gelegen in de wijk 
Oost) en daarnaast de buurten Beatrixhaven en Meerssenhoven (beiden wijk Noordoost):
| Object                                                                | Bouwjaar | Architect | Locatie | Coördinaten                  | Nr.       | Afbeelding        |
| --------------------------------------------------------------------- | -------- | --------- | --- | ---------------------------- | --------- | ----------------- |
| Waternetwerk rondom landgoederenzone (gevoed door de Kanjel en Gelei) |          |           | Landgoederenzone; betreft meerdere locaties. De coördinaten zijn een indicatie, zie voor meer info het aan dit object gelinkte brondocument, en de Cultuurwaardekaart van de gemeente, gelinkt onderaan dit artikel. | 50° 52' 6" NB, 5° 43' 13" OL | 0935/3640 | Meer afbeeldingen |